# Breeding Death
Breeding Death — первый мини-альбом и дебютный студийный релиз группы Bloodbath, вышедший 8 февраля 2000 года на лейбле Century Media Records, и переизданный в 2006 году.

## Об альбоме
Весь материал записан зимой 1999-го, на студии The Sanctuary, а издан почти через год. В более позднем интервью вокалист Микаэль Окерфельдт признавался, что однажды его вырвало во время записи вокальных партий. В музыкальном плане материал релиза представляет собой шведский дэт-метал, с мрачным звучанием и текстами с довольно жёстким содержанием. По звучанию схож с британской группой Napalm Death, образца 90-х, но тем не менее со своим оттенком звучания. На альбом вошли три песни, общей продолжительностью более 13 минут. Оформлением альбома занимался Аксель Германн, а фотографиями — Аза Сванё. Издан на лейбле Century Media Records в формате CD. Переиздан в 2005-м ограниченным тиражом в 500 экземпляров на виниле (LP).

## Список композиций

### CD и LP
| №  | Название             | Длительность |
| -- | -------------------- | ------------ |
| 1. | «Breeding Death»     | 4:25         |
| 2. | «Omnious Bloodvomit» | 3:46         |
| 3. | «Furnace Funeral»    | 5:03         |

## Переиздание
Альбом был переиздан в 2006 году, он вышел в обновлённом оформлении, с неизданными ранее текстами всех песен и двумя демоверсиями треков «Breeding Death» и «Omnious Bloodvomit», как бонус-треками, данные песни также вошли на американскую версию альбома Nightmares Made Flesh, который вышел почти на год позже чем в Европе. Был также издан на лейбле Century Media в формате CD.

### Список композиций
Тексты — Ренксе и Окерфельдт, музыка — Bloodbath
| №  | Название                                                        | Длительность |
| -- | --------------------------------------------------------------- | ------------ |
| 1. | «Breeding Death»                                                | 4:25         |
| 2. | «Omnious Bloodvomit»                                            | 3:46         |
| 3. | «Furnace Funeral»                                               | 5:03         |
| 4. | «Breeding Death» (демоверсия 1999 года, бонус-трек для США)     | 4:22         |
| 5. | «Ominous Bloodvomit» (демоверсия 1999 года, бонус-трек для США) | 3:38         |

## Участники записи
- Микаэль Окерфельдт — вокал
- Йонас Ренксе — бас, бэк-вокал
- Андерс Нюстрём — гитара, бэк-вокал
- Дан Сванё — ударные, бэк-вокал, клавишные